# Hypobythiidae
Hypobythiidae zijn een familie van zakpijpen (Ascidiacea) uit de orde van de Phlebobranchia.

## Geslachten
- Hypobythius Moseley, 1877